# Silke Hütter
Silke Hütter (* um 1985) ist eine deutsche Behindertensportlerin.

## Werdegang
Silke Hütter stammt aus Kempen im Rheinland. Sie ist stark sehbehindert und verfügt nur noch über ca. 10 % ihrer Sehfähigkeit. Von Beruf ist sie Diplomverwaltungswirtin und seit 2003 im Jugendamt der Stadt Krefeld tätig.
Trotz ihrer Sehbehinderung widmete sie sich seit früher Jugend dem Judosport. Wegen ihrer guten Leistungen, auch gegen Nichtbehinderte, wurde sie in den Kader der deutschen Nationalmannschaft berufen. Sie nahm mit der Mannschaft an den Paralympischen Sommerspielen 2004 in Athen teil. Im Halbmittelgewicht bis 63 kg erkämpfte sie sich den 2. Platz und gewann damit eine Silbermedaille.
Für diesen Erfolg wurden sie und alle deutschen Medaillengewinner der Olympischen und Paralympischen Sommerspiele 2004 am 16. März 2005 mit dem Silbernen Lorbeerblatt  ausgezeichnet.